# Hakama

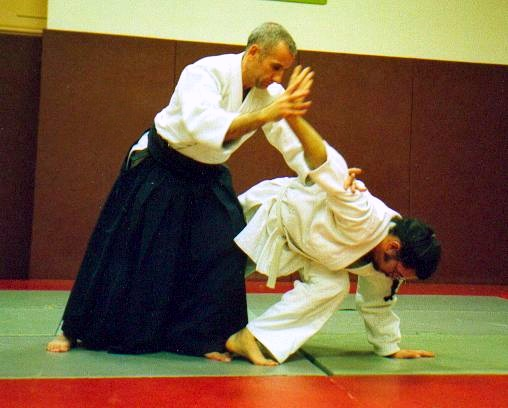
Hakama indossato da un aikidōka (a sinistra nella fotografia).

L'hakama (袴?) è un indumento tradizionale giapponese che somiglia a una larga gonna-pantalone o una gonna a pieghe. Originariamente era un abbigliamento unisex indossato da uomini e donne di corte già nel periodo Heian (794-1185), ma divenne popolare e diffuso assumendo diverse fogge e funzioni nelle epoche successive. Viene legato alla vita ed è lungo approssimativamente fino alle caviglie.

## Storia e uso
L'origine dell'hakama risale almeno alla metà dell'ottavo secolo, fra il periodo Nara (710-794) e il periodo Heian (794-1185). Era tradizionalmente indossato dai nobili nel Giappone durante il medioevo, e successivamente dai samurai. Ha acquisito la sua forma attuale durante il periodo Edo (1603-1868). Viene spesso erroneamente sostenuto che i samurai usassero questo indumento per nascondere i piedi e quindi confondere l'avversario, ma in realtà il samurai si rimboccava l'hakama nella cintura quando stava per combattere, lasciando scoperti i piedi. In seguito è stato utilizzato per proteggere gli abiti dallo sporco.
Esistono due tipi di hakama: quelli con gambe divise, detti umanori (馬乗り,?, hakama per cavalcare), e quelli non divisi gyōtō hakama (行灯袴?). Gli umanori sono divisi come le  gonne-pantaloni, gli gyōtō hakama sono invece tecnicamente delle gonne vere e proprie. Esiste poi un terzo tipo di hakama chiamato hakama da montagna o hakama da campo, più largo al punto vita e più stretto alle gambe, che in passato veniva indossato dai contadini o da chi lavorava nelle foreste.
L'hakama ha quattro cinghie, due lunghe davanti e due corte dietro. Il retro dell'hakama è munito di un supporto rigido chiamato koshi ita che viene inserito nella cintura (obi). Ha inoltre sette pieghe, di cui cinque davanti e due dietro che rappresentano le virtù considerate essenziali dal samurai. Molti praticanti di arti marziali continuano questa tradizione, ma differenti fonti danno diversi significati a queste pieghe.
Oggigiorno, l'hakama viene utilizzato per tradizione in alcune arti marziali discendenti del Bujutsu (insieme di antiche pratiche dei samurai) quali lo Iaidō, il Kenjutsu, il Kendō, il Kyūdō, il Daitō-Ryū, l'Aikidō e alcune scuole di Jūjutsu. Gli hakama utilizzati per le arti marziali sono in cotone, oppure in seta o più spesso in poliestere o in un misto di queste tre fibre. Il cotone è più pesante, mentre le fibre sintetiche scivolano meglio sul suolo e resistono meglio alla scoloritura. L'arte marziale praticata può imporre il colore dell'hakama. Così, per l'hakama dell'aikidō è usato il nero o l'indaco, alcune volte blu elettrico e raramente il bianco. Nelle altre discipline, sono portati anche altri colori, in particolare il bianco o il grigio chiaro.

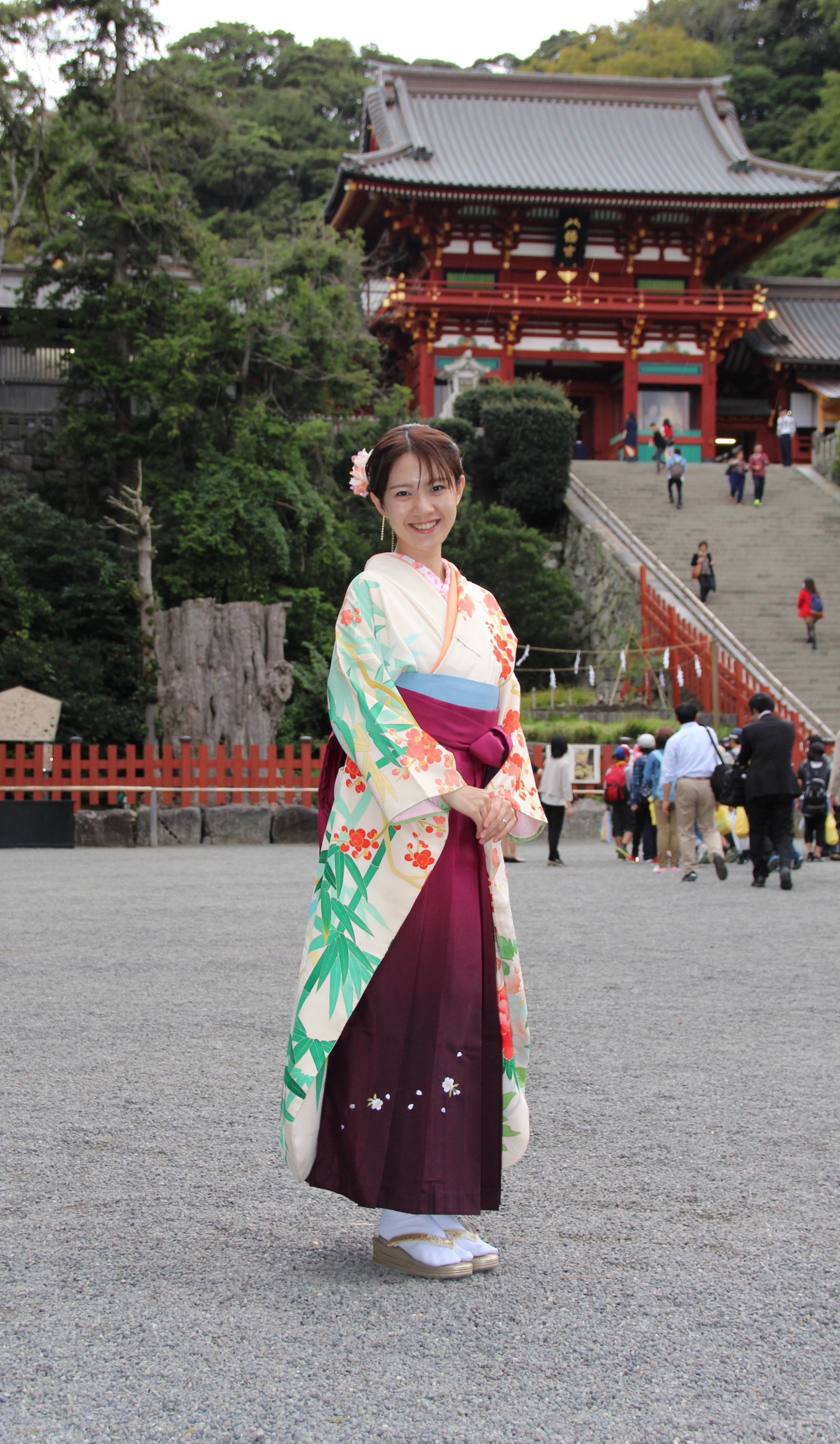
Una giovane giapponese indossa un hakama al santuario Tsurugaoka Hachimangū.

L'hakama è anche un abito da cerimonia e in questo caso sono in seta. Le donne portano degli hakama intonati con i loro kimono, di colori vivi o a motivi, mentre gli hakama maschili sono più spesso a righe.
Gli hakama da cerimonia sono in seta.

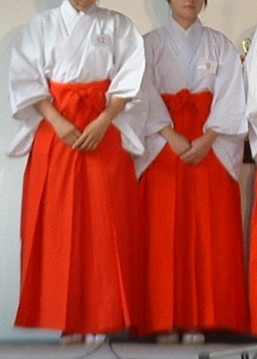
Due miko indossano l'hakama.

Nel caso di cerimonie shintō, il sacerdote porta un hakama bianco, gli assistenti maschi degli hakama verde chiaro, e le assistenti femminili rosso-arancioni (gli abiti tradizionali rossi in Giappone sono simbolo di protezione dagli spiriti maligni).

### Simbologia delle pieghe
Le cinque pieghe frontali rappresentano la via dei cinque principi:
- Lealtà (signore - vassallo) o fedeltà
- Pietà filiale (genitore - figlio) o cortesia
- Armonia (marito - moglie) o intelletto
- Affetto (amore - indulgenza) o compassione
- Fiducia o fede

o ancora, considerando le pieghe frontali e posteriori:
- Jin (benevolenza)
- Rei (etichetta e gentilezza)
- Gi (giustizia)
- Chi (saggezza)
- Shin (sincerità) quindi assenza di doppiezza
- Kō (pietà)
- Chū (lealtà)

## Hakama da uomo
Il tipo più formale di hakama da uomo è fatto di seta rinforzata a strisce, solitamente bianche e nere o grigie e nere. Questi hakama vengono indossati con il montsuki kimono (un kimono con uno, due, tre o cinque stemmi familiari stampati sul retro, sul petto e sulle spalle), dei tabi bianchi (dei calzini che dividono l'alluce dalle altre dita), un sotto-kimono bianco e dei sandali di paglia di vari tipi. Nelle stagioni fredde viene aggiunto un montsuki haori con un haori-himo bianco (una allacciatura).
L'hakama può essere portato con ogni tipo di kimono tranne lo yukata ovvero un tipo estivo e molto informale di kimono. Gli hakama con colori che non hanno strisce bianche, nere o grigie possono essere portati anche con abiti meno formali rispetto al kimono, dato che la hakama rende comunque più formale qualunque tenuta. Sono popolari anche le hakama a tinta unita.
Un tempo l'hakama doveva essere indossato obbligatoriamente dagli uomini, mentre oggigiorno è richiesto soltanto in occasioni estremamente formali e alle cerimonie del tè giapponesi, ai matrimoni o ai funerali. L'hakama viene inoltre indossata regolarmente da chi pratica alcune arti marziali, come il kendō, l'iaidō, l'aikidō e il kyudo.
Esistono molti modi per indossare l'hakama da uomo. L'cintura obi viene legato di dietro con un nodo speciale (il nodo sotto-hakama); partendo poi dal davanti, i lacci vengono avvolti intorno alla vita e vengono incrociati sul nodo dell'obi. Vengono poi fissati e viene aggiustato il supporto rigido; infine il secondo paio di lacci che provengono dal supporto rigido vengono portati davanti e annodati in diversi modi. Il metodo più formale risulta in un nodo che somiglia a due nastri a forma di croce. Nell'aikidō e nelle arti che prevedono cadute e rotolamenti sulla schiena il nodo dell'obi viene fatto sul davanti per ridurre la possibilità di traumi.

### Kamishimo, kataginu e naga-bakama

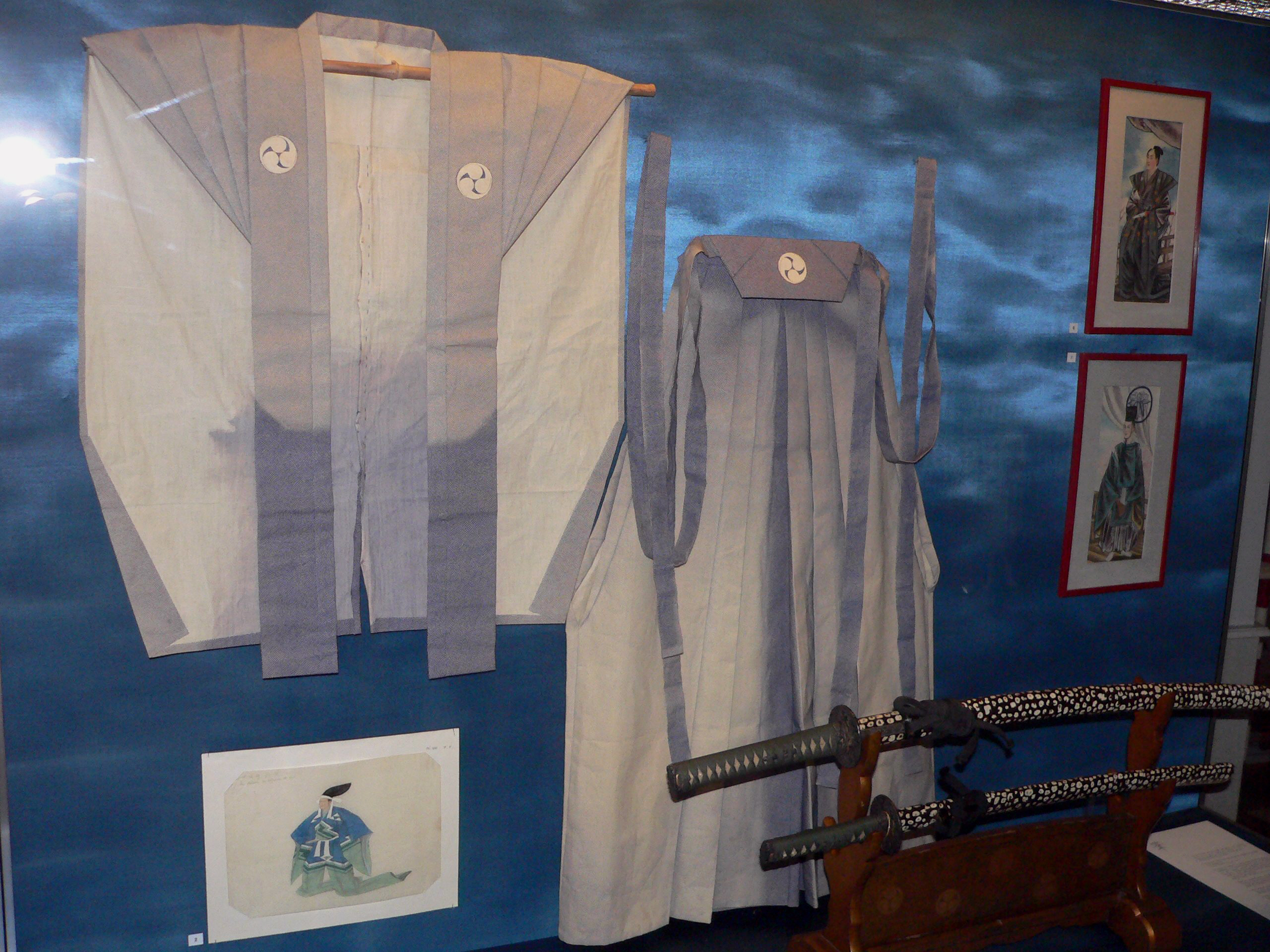
Un kamishimo del periodo Edo, composto da una kataginu (una giacca senza maniche con delle spalle molto pronunciate, qui a sinistra) e un hakama (al centro).

L'hakama tradizionalmente andava a formare un completo chiamato kamishimo (上下 o 裃?) che veniva indossato dai samurai o dagli uomini di corte. La tenuta era composta da un kimono formale, un hakama e una giacca senza maniche con delle spalle molto pronunciate chiamata kataginu.
Quando il samurai doveva visitare lo shōgun, però, talvolta doveva indossare un hakama molto lungo chiamato naga-bakama (hakama lunga), talmente lungo da limitare i movimenti; oggi, questo tipo di hakama viene utilizzata soltanto nelle opere teatrali, particolarmente nel teatro nō.

### Karusan-bakama
Gli orli finali degli hakama durante il periodo Sengoku venivano stretti molto allo stinco (dal ginocchio in giù), a imitazione dei pantaloni a palloncino portoghesi. Questo stile continuò ad essere in voga anche nel periodo Edo, durante il quale vennero chiamati karusan-bakama. Agli orli, sugli stinchi, venivano poi applicati dei risvolti, ergo l'hakama non era di tipo gyoto (unita).

### Sashinuki hakama
Il sashinuki hakama è un tipo di hakama che viene indossato in un modo tale da risultare gonfio su tutta la gamba fino alla caviglia e tale da esporre il piede. Per ottenere l'effetto di rigonfiamento, questo tipo di hakama è più lungo, e vengono fissate e strette delle corde alle caviglie, ed è ciò che crea un effetto a palloncino. Questo tipo di hakama era molto popolare nel periodo Heian.

## Hakama da donna

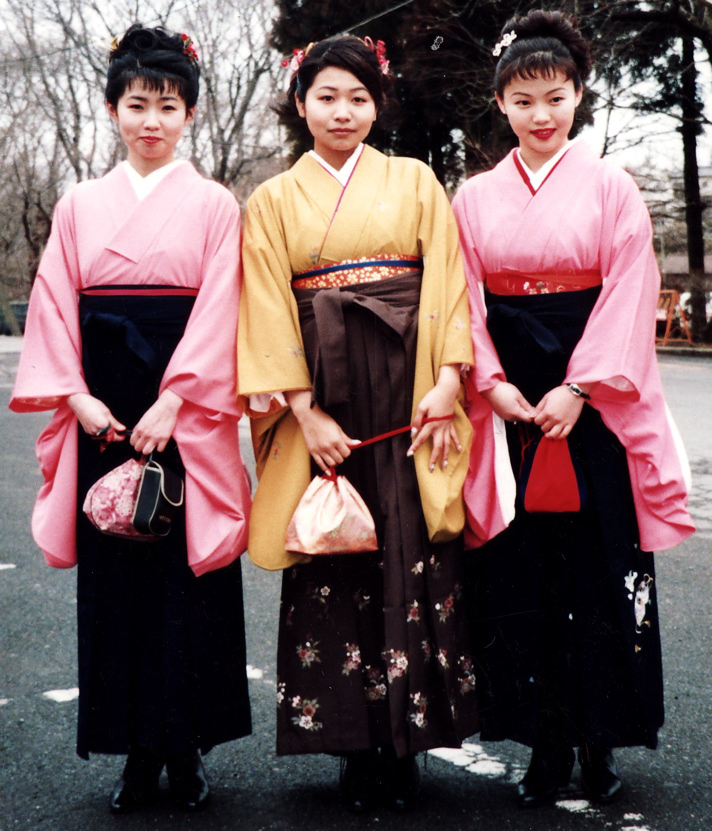

L'hakama da donna presenta molte differenze rispetto a quello da uomo, soprattutto per quanto riguarda la linea e il modo in cui viene indossato.
Mentre gli hakama da uomo possono essere portati sia in occasioni formali che in occasioni informali, salvo chi pratica arti marziali che li indossa regolarmente, le donne portano raramente gli hakama tranne che alle cerimonie di laurea/diploma. Molto raramente poi vengono indossate dalle donne alle cerimonie del tè.
Gli hakama da uomo sono a strisce, quelli da donna tendono a essere più a tinta unita o di varie tonalità sullo stesso colore base e vengono indossati esattamente sul punto vita, mentre quelli da uomo leggermente al di sotto. Quando una donna indossa un hakama deve anche indossare una cintura obi da uomo.
L'hakama da donna viene legato come quello da uomo, ma il nodo finale, che in questo caso può essere un semplice fiocco, viene fatto sul fianco sinistro.

## Piegare l'hakama

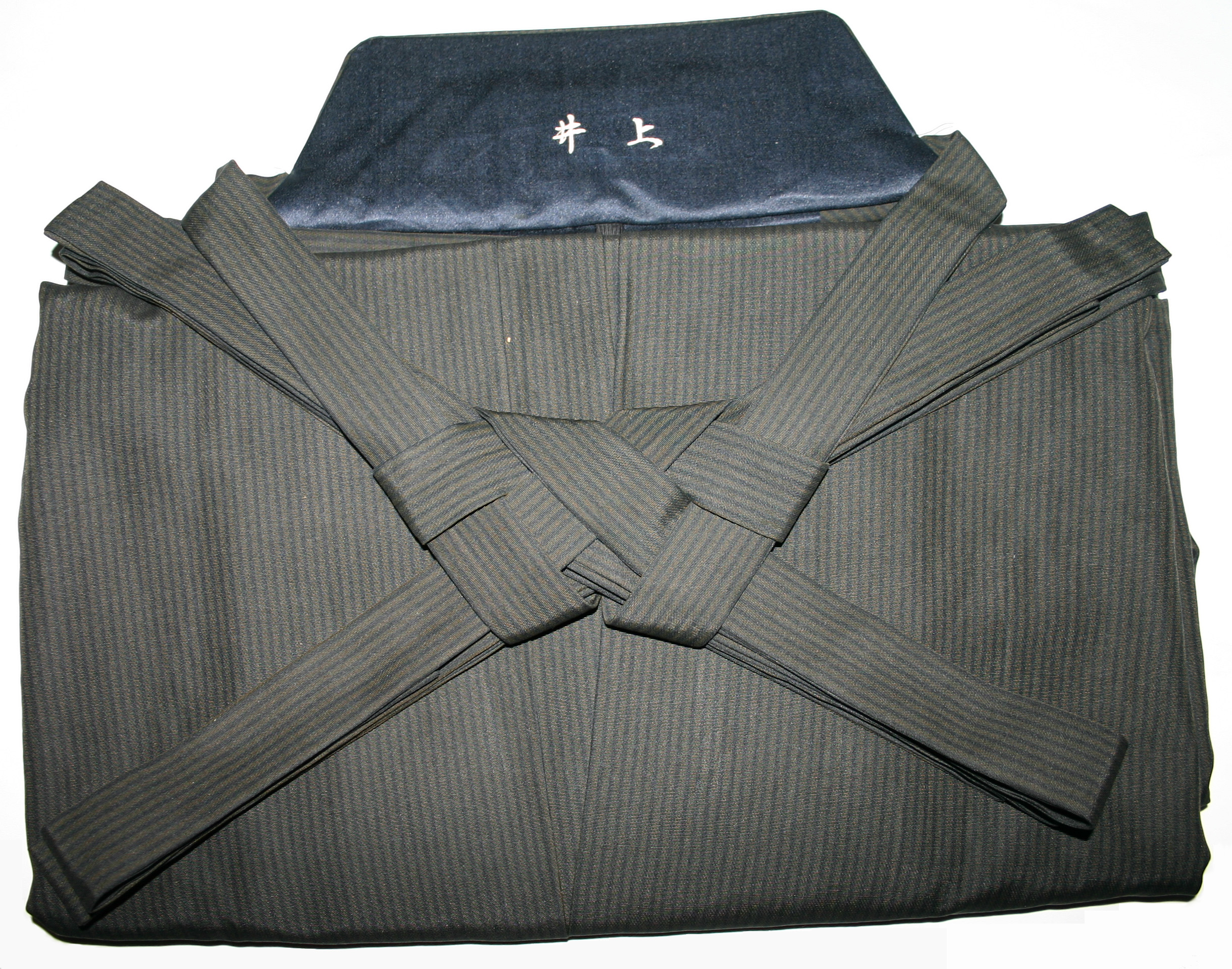
Un hakama piegato

Come tutti i tipi di abbigliamento tradizionale giapponese, è importante piegare correttamente l'hakama per non rovinarlo, specialmente quelli in seta.
Con gli hakama questo è particolarmente importante, poiché ha molte pieghe che possono essere facilmente sformate; gli hakama sono spesso considerati una sorta di allenamento per imparare a piegare correttamente gli abiti tradizionali giapponesi, in parte a causa delle pieghe e in parte perché le cinghie lunghe devono essere correttamente lisciate. Nelle varie tradizioni di arti marziali in cui va indossata l'hakama, i professionisti devono anche imparare a piegarlo. Questo è spesso considerato una parte importante dell'etichetta.